# Snoqualmie Pass (Washington)
Pour les articles homonymes, voir Snoqualmie.
Snoqualmie Pass est une census-designated place dans le comté de Kittitas, dans l'État de Washington, aux États-Unis. Lors du recensement des États-Unis de 2000, il y vivait 201 habitants.